# Noël Liétaer
Noël Liétaer (17 de novembre de 1908 - 21 de febrer de 1941) fou un futbolista francès.

## Selecció de França
Va formar part de l'equip francès a la Copa del Món de 1934.